# 베고니아과
베고니아과는 박목에 속하는 속씨식물의 과이다.

## 분포
주로 열대·아열대에서 자라는데, 특히 신대륙에 많으며 세계적으로 2속의 약 700여 종이 알려져 있다. 한국에는 베고니아·알뿌리베고니아·렉스베고니아·사철꽃베고니아·흰베고니아 등의 몇 종이 재배되고 있다.

## 특징
여러해살이풀로서 일반적으로 다육질이며, 알뿌리를 가지는 것이 있는가 하면 뿌리로 다른 나무에 기어오르는 것도 있다. 잎은 뿌리에서 나거나 또는 줄기 위에 어긋나며, 꽃은 단성화로서 잎겨드랑이에 달린다. 씨방은 하위로 2∼3개의 방으로 나뉘어 있고, 열매는 즙이 많은 삭과로 날개를 가지고 있다.